# Lyes Houri
Lyes Houri (n. 19 ianuarie 1996, Lomme⁠(d), Nord-Pas-de-Calais, Franța) este un fotbalist francez, care joacă pe post de mijlocaș la CSU Craiova în SuperLiga României. Pe plan internațional, are prezențe la națională pentru Franța U16⁠(d), Franța U17⁠(d) și Franța U19⁠(d).